# 迷茫管家與膽怯的我
《迷茫管家與膽怯的我》（まよチキ！）是朝野始撰寫的輕小說，插畫由菊池政治擔任。獲得第五回MF文庫J輕小說新人獎最優秀獎。從2009年11月開始於《MF文庫J》發行，全12卷。全13集電視動畫於2011年7月至9月播放。

## 概要
- 書名，是當時應徵作品（中譯：迷茫管家與膽怯的我）的簡稱。中文繁體版由尖端出版代理出版，譯者為王靜怡。中文简体版译名为《迷茫管家与懦弱的我》，由天闻角川代理发行、湖南美术出版社出版，译者为雅岚。

漫畫版於《月刊Comic Alive》連載。而外傳漫畫《迷茫女僕！》（まよマヨ！）則為作畫，自2010年11月起在角川書店發行的《娘TYPE》Vol.14連載。

## 劇情簡介
就讀私立浪嵐學園的坂町近次郎，意外發現同年級大小姐「涼月奏」的美少年管家「近衛昴」實際上是女生？！因為種種因素所以必須以男性身分在奏家工作的昴，奏也希望近次郎能替她們守住秘密，而交換條件則是幫助他克服女性恐懼症……。

## 登場人物

### 主要人物
坂町近次郎（聲優：日野聰、小林優（幼年））
男主角。被稱作「次郎」。父親已故。拿下眼鏡後的樣子和父親很像，而劇中他父親說了一句「Stand By Me」深深的烙印在次郎的心中。
母親坂町朱美是職業摔角選手，並且經常被他母親和妹妹當沙包長達十年，因此現在身體格外堅強，恢復力也非常厲害（被卡車正面撞倒三天就能出院，上學時被摩托車撞到仍能照常上學），但也因此得了女性恐懼症，與女生有比較親密的接觸便會流鼻血(因為流血之後就不會挨打了)。
次郎去廁所的某一日，無意中發覺坐在男廁馬桶的昴穿著女用內褲，因此和近衛昴以及涼月奏惹上關係。
小說第六卷最後，家遭遇災難而半毀，與其妹妹成為了涼月奏的僕人工作並住在那裡，後政宗以主人券令命涼月將他們開除，並被政宗要求做其家人，隨後入住政宗家。小說第八卷終於察覺到了自己對昴的心意並順勢告白，卻被昴拒絕了。第九卷，被奈香流告白還要求他成為她的戀人。第九卷，被政宗告白和接吻了，而政宗沒有要求立即答覆。第十卷，被涼月告白。第十一卷，向近衛昴再次告白，成為戀人，後在昴向全校坦白女性身份時宣言要接替她的夢想成為涼月的管家，並在全校師生面前向昴求婚。第十二卷，與流打成平手，得以跟昴交往，為了近衛，成為涼月家的見習管家。
日語全名音似「坂町 孬種 次郎」（Sakama chicken jiro，其中chicken有膽小鬼之意），次郎將此當成人生最大的遺憾之一。
近衛昴（聲優：井口裕香）
女主角。17歲，男裝美少女，作為一位管家服侍涼月奏。穿女裝時，為了不被發現真實身分，化身為「小鳥游普紐露」，涼月奏借昴母親的姓氏小鳥游取名。
其家族世代都是侍奉涼月家的管家。但是到了昴這一代就只有她一個獨生女，而女性不能當管家，因此奏的父親給其交換條件「入學上高中的三年期間不被發現是女生，就可以成為正式管家」。由於怕被發現是女兒身，因此很少與人接觸。
在校園被稱為「昴大人」，並有過人的名氣，因此有人私下辦了一個名叫「S4」的粉絲會，這個粉絲會曾經由於嫉妒次郎和她兩人感情而派出殺手襲擊次郎。
小時候與奏一起被綁架過，事件結束後相當自責，而後兩人關係變地疏遠。由於當時綁匪使用的是綁架工具是刀子，也從此讓昴產生刃器恐懼症，在涼月策劃的綁架事件中受到正面刺激進而略為好轉。也因為如此，她幾乎不會做飯，但即使是不用刀具的食物她還是會弄得一團糟。
在被次郎發現女生身份前，雖然常待在奏的身邊，但很少言談、沒有朋友。
很想念母親，曾拒絕父親再娶，不希望會因此忘記自己的生母。在次郎的建議下，含著淚介紹次郎給母親認識。
喜歡次郎，在第五卷欲向次郎告白，卻因害羞改口為「想成為死黨」。
在第八卷拒絕了次郎的告白。其原因有可能是因為發覺了涼月也對次郎有意思，不想令涼月傷心。第十卷中，目睹到宇佐美和次郎接吻。已被宇佐美知道了近衛是女孩。第十一卷，被近次郎告白，本人也得以接受，並成為戀人，於是同時放棄了涼月管家的工作。第十二卷中，成為涼月家的女僕。
動畫版中，因為奏的受傷而被奏的父親取消當管家的資格，在學校做為管家形象的昴也必須消除，管家的昴因此轉學。但又以普紐露的身分轉學進來，與紅羽跟奈久留同班，一轉進來就有著相當高的人氣。雖口頭上說會為奏的受傷負責而辭掉管家，但內心卻不想放棄當上管家的夢想，最後次郎拜託「S4」與「相望會」的幫忙，成功讓昴恢復管家的身分轉學回來。普紐露也因昴做回管家而再度轉學出去。
「沉默羔羊」的粉絲。
必殺技為「管家指節擊」、「地球末日」（End Of Earth）、「管家流記憶消去術」。
涼月奏（聲優：喜多村英梨）
近衛昴的主人，私立浪嵐學園校監的獨生女兒。學園第一美少女，身材很好，胸部很大，三圍出眾。初戀對象是昴（根據本人所言是真的），初吻則是坂町近次郎。近衛昴後援會「S4」（Shooting Star Subaru Sama 流星昴大人）會長。據次郎猜測是因為昴的關係才會創立「S4」。
外表容姿端麗，端莊淑賢，及高貴氣質。但事實上是個超級腹黑的黑心女，擁有施虐癖及雙性戀的特殊嗜好。對任何事情都算得一清二楚，對玩電子遊戲及射擊遊戲的技術也非常優秀。
現在被昴稱為「大小姐」，但在以前則是被直呼「小奏」。會有這樣稱呼上的轉變，是因為她與昴以前小時候曾被綁架過，讓昴覺得是自己的過錯，而後關係開始疏遠。
有時被次郎稱為惡魔涼月（原文為Devil涼月，Devil即為惡魔），次郎電話設定涼月來電鈴聲為「教父」主題曲，在第四卷次郎又暗中稱為「嬌月」，後期涼月發覺了對次郎的感情，可是因為不想跟昴爭奪，而化身「闇月」同學，並宣稱要不斷的欺負次郎，為的只是想跟次郎維持普通朋友關係。
第七卷末由紅羽代為陳述了涼月喜歡次郎的事。
在第八卷時以自我催眠的方式讓性格返回八歲的時候而蘿莉化，只有性格改變，外表沒有影響，由於太可愛加上八歲時已經有S體質的跡象，被次郎稱為「嬌夜」，因為昴的關係所以隱瞞了對次郎的感情。
在第十卷時，被政宗說破自己的本質，其內心有著不會相信其他人的一面，所以一直帶著優等生的面具對待他人，恐懼被拆穿而失去朋友，一度崩潰而不去上學，最後於涼月奏哭著向次郎告白。後與昴和政宗達成協議，在第三學期的開學日前先治好次郎的女性恐懼症，再由他答覆告白的答案。隨著次郎與昴交往而失戀。
動畫版中，為了紅羽的生日，要求學校社團在一天的期限內做好遊戲軟體，並與昴包下咖啡廳來為紅羽慶祝。
藝術能力很差，給次郎的｢管家卷｣上繪的｢綿羊｣被次郎內心OS畢卡索的格爾尼卡都比這好理解內涵。
宇佐美政宗（聲優：伊瀨茉莉也）
和近次郎等人同學年的少女，近衛昴後援會「S4」的會員。但由於疑心病非常重，因此並沒有什麼朋友。第一個朋友是次郎。經由奈久留轉述次郎，宇佐美在「S4」中也沒有能夠談心的夥伴。與紅羽和鳴海姐妹同為手工藝部成員。手工藝部排行第五。喜欢次郎，偶尔与對方一起打工。與涼月奏算是亦敵亦友，常在多處做對，因此被奏說是最不擅長對付的類型，也常被奏捉弄。
被次郎稱為「小兔」，被紅羽稱為「小佐美前輩」。
曾在上學途中騎著摩托車撞到次郎，並因此與其相識。
第三卷學園祭中要求和次郎假扮男女朋友。但事實上是在某日意外看見女裝昴和次郎非常要好的到遊樂園去，認為就連冷漠的昴大人都能交到朋友，自己也絕對沒問題。而後形式上的退出「S4」。
在第八卷看見次郎對近衛告白卻被拒絕。以主人卷命令涼月奏開除次郎與紅羽並要求次郎成為其家人。並將兩人安排住進自己的公寓內，曾因此引起薛丁格的不滿。
在第九卷中，在她生日那天（11/21）向次郎告白，並索取生日禮物並和次郎接吻。
於第十卷時與昴和涼月達成協議，在第三學期的開學日前先治好次郎的女性恐懼症，再由他答覆告白的答案。隨著次郎與昴交往而失戀。
貌似有靈異體質，雖然自己有查覺到但完全不感到害怕，甚至被拍出過靈異照片，但也因為不害怕所以才可以租到沒人敢租的幽靈套房。
十二卷時，由於公寓中的幽靈被紅羽用德國拱橋摔弄到成佛了,租金的價格回復至原來高級公寓水平。因此付不起租金的情況下被趕出公寓。幾經波折下，最後到涼月家當見習女僕。
動畫版中，與奈久留一起替紅羽慶生，而後到打工的咖啡廳參加奏準備的慶生會。
在跟蹤的時候cosplay成肯普法。

### 浪嵐學園學生
坂町紅羽（聲優：花澤香菜）
次郎的妹妹。16歲。最喜歡哥哥和格鬥技。害怕鬼故事。經常把次郎當作沙包。其摔角的技術以及體力都是遺傳自坂町朱美。
因為見識到昴的實力而對其一見鍾情，但即使見到女裝的昴仍不知昴是女兒身。
與鳴海姊妹和政宗同為手工藝部成員。手藝部排行第三。受到太大的刺激之後逃走，暫住於宇佐美家中。
在第九卷中，因一場誤會宇佐美宣稱跟次郎在交往及涼月自稱跟昴在交往並接吻，之後打擊太大，離家出走，暫住在手工藝部鳴海家。
在第十卷時以幫哥哥買禮物為由與昴約會，後向她告白，隨著昴的答覆紅羽的初戀也宣告終結。
十二卷時，接替已畢業的莓與薛丁格成為了手工藝部部長。
非常容易被｢收買｣，甚至只要一根冰棒就暴露了次郎的黑歷史，讓次郎非常頭痛。
在跟蹤的時候cosplay成緋彈的亞莉亞。
生日是8月28日。動畫版中，自從父親過世後，每年都是跟次郎過生日，但次郎去年忘記了紅羽的生日，因此造成隔閡。今年次郎準備了新的生日禮物，並向紅羽道歉，解開隔閡。
鳴海奈久留（聲優：阿澄佳奈）
和紅羽一樣是一年級生。胸部很大，甚至比奏還要雄偉。非常喜歡眼鏡，已經可以說是到了狂熱的地步。「用溫暖的目光守護昴大人會」會長。和奏在形式上是敵人。
一個喝碳酸飲料就會醉的人，喝醉後會打醉拳，並脫別人的衣服，稱為「脫衣醉拳」。與紅羽和政宗同為手工藝部成員。手工藝部排行第二。
第六卷時受到次郎想盡辦法打敗紅羽的畫面激勵，在特別對戰決賽時自願取代次郎上場和自己的姊姊薛丁格對戰。最終解開心結，與薛丁格和好如初。
在第六卷末向次郎表白，並被次郎拒絕，因為其主要是為了就近觀察次郎的生活及蒐集同人誌題材。
在動畫版中，「用溫暖的目光守護昴大人會」簡稱「相望會」出場次數較多次，與「S4」的對立也比較明顯。
鳴海薛丁格
在第六卷登場。奈久留的姐姐。與妹妹不同，完全沒有身材，剛出場時甚至被認為是小孩子。手工藝部副部長，排行第一。非常任意妄為，手工藝部實質上的管理者，也是造成手工藝部成為武鬥派社團的元兇。
擁有像二次元的清澈的動畫角色聲音，外型是一個嬌小的女孩子，本作暫時唯一一名正宗蘿莉後宮，留著閃耀的齊肩銀髮，是三年級生，奈久留的姐姐，跟妹妹一樣，具有喝了碳酸飲料就會醉的體質，不同的是只會脫自己的衣服。
對於自己的名字有些許自卑感。和名字相同，同樣也不喜歡他人提自己的身高來做文章。
經常到運動類社團踢館，本身沒有修練格鬥技，但憑藉著本身具有的超強怪力而能夠在各式對戰中取得優勢，就連次郎正面承受一拳也無法立刻站起來。第六卷時打算在出國留學之前跟奈久留重修關係而跟次郎合作，似乎對次郎有好感。
在第六卷的體育祭中和次郎打賭，薛丁格輸了，因此稱次郎為哥哥。
黑瀨大和（聲優：最上嗣生）
次郎的損友。
動畫版中出場次數較多，曾表示很想成為涼月家的管家。
肌肉很發達，空手道快打入冠軍級別時卻去做了鼓手。

### 涼月家的女僕、管家、廚師
近衛流（聲優：藤原啟治）
昴的父親，目前正擔任涼月家現任家主的管家，次朗母親高中時期的男友。相當溺愛昴，標準的孝父，與近次郎互相討厭對方。
第一卷時和次郎互相對打，將對於次郎的心結洩恨，但卻說已經手下留情，在十二卷中涼月解釋當出流還手的原因是意識到不使用全力打不贏次郎(次郎在對上男人的時候恐女症並不會發作，所以實力非常的強，雖然本人無意識到)。
在第一卷末被昴大罵「我最討厭爸爸了」之後，非常錯愕。
在第十二卷中與次郎的決鬥與次郎打成平手。
動畫版中出場次數比較多。
早乙女苺（聲優：茅原實里）
涼月家女僕，19歲，左眼佩戴著眼罩。被近次郎稱為「病嬌女僕」。為了和奏與昴一同上高中選擇留級一年。
表面上是女僕，其實是手工藝部部長，其本人說道是因為非常喜歡手工藝才會創立這個社團，但卻被身為副部長兼管理者的薛丁格任意妄為才會讓手工藝部變得現在如此。由於沒有參加排行戰，所以在手工藝部的排名是最後一名，因為本人說「如果我參加，搞不好會有人死亡，所以排名戰裡我才棄權。」。但事實上其本人的力氣不大，擅用的並不是格鬥技，而是各式武器。
深愛著涼月，會拿鐵撬武力威脅次郎和真宵。
被薛丁格吐槽說去KTV唱歌時都只唱老歌(尤其是昭和時期的演歌類)，但苺反擊說薛丁格每次都唱動漫歌曲。
鮫島小雨（聲優：澤城美雪）
涼月家廚師。短頭髮，身形粗壯，外貌男性化。因為喜歡女扮男裝特殊打扮的昴，因而經常擁抱並撫摸昴。身體恢復能力極強，經常被昴重擊受傷也能立即恢復傷勢。小說第七卷因過度疲勞住院休養而沒出場。
日向真宵
外傳漫畫書《迷茫女僕》的女主角。私立浪嵐學園一年級學生。性格單純溫和，經常喜愛幻想及自我陶醉。小說第七卷中因腸胃炎住院而未出場。
喜歡幻想與昴的戀愛情節，就算得知昴是女孩子後還是常會這麼想。
因為所居住的旅館發生火災，導致無家可歸而被奏收留在家中居住，前往洗手間碰巧而得知昴是女孩子，在奏的特殊協議之下答應保守秘密，但條件是要在涼月家擔任女僕，通過各種考驗後正式成為涼月家的女僕。

### 其他角色
坂町朱美
近次郎的母親，為職業格鬥家，有著鮮血女王的稱號的職業摔跤選手。曾獲得數項大獎。
買跑車也是她的興趣。正在國外進行武者修行，行蹤不定。曾透露本人身在印度並打贏了印度虎。
以前是近衛流的女友。
第十二卷時回國，花掉了武者修行時獲得的摔角賽報酬在自家地下室建了一所格鬥技道場。致力培訓出能與之一戰的人。
末永未來
在動畫第8、9、13話客串。
末永未來為Culture Japan網站的吉祥人物，和本作無關。
巧克力/牛奶
動畫原創人物。在近次郎來到政宗打工的女僕咖啡店幫忙時於背景中登場的兩名女店員，在舉辦紅羽的生日會時也有跟著一起唱生日歌。
在廣告過場動畫中兩人曾自稱是歌唱團體《唯夏織（ゆいかおり）》的團員。
小次郎
紅羽撿回來的哈士奇犬，戴上狗語翻譯機｢汪語通｣之後與次郎互相｢抬槓｣（翻譯機顯示的內容與銀魂的定春所用的非常類似），結果落居下風的是次郎......(後來發現｢兇手｣是涼月奏｣。)

## 出版書籍

### 輕小說
- 自2014年1月起，简体中文版小说在中国大陆各销售通路全面下架，代理方天闻角川尚未对此做法进行说明。

| 集數 | Media Factory  | Media Factory          | 尖端出版       | 尖端出版               | 天聞角川       | 天聞角川               |
| 集數 | 發售日期       | ISBN                   | 發售日期       | ISBN                   | 發售日期       | ISBN                   |
| ---- | -------------- | ---------------------- | -------------- | ---------------------- | -------------- | ---------------------- |
| 1    | 2009年11月21日 | ISBN 978-4-8401-3084-4 | 2011年4月1日   | ISBN 978-957-10-4499-6 | 2012年10月20日 | ISBN 978-7-5356-5633-9 |
| 2    | 2010年1月25日  | ISBN 978-4-8401-3155-1 | 2011年6月15日  | ISBN 978-957-10-4546-7 | 2013年1月20日  | ISBN 978-7-5356-5923-1 |
| 3    | 2010年4月30日  | ISBN 978-4-8401-3278-7 | 2011年8月12日  | ISBN 978-957-10-4569-6 | 2013年3月5日   | ISBN 978-7-5356-6038-1 |
| 4    | 2010年7月31日  | ISBN 978-4-8401-3453-8 | 2011年10月21日 | ISBN 978-957-10-4657-0 | 2013年5月20日  | ISBN 978-7-5356-6198-2 |
| 5    | 2010年10月31日 | ISBN 978-4-8401-3550-4 | 2012年2月3日   | ISBN 978-957-10-4741-6 | 2013年7月5日   | ISBN 978-7-5356-6266-8 |
| 6    | 2011年1月31日  | ISBN 978-4-8401-3697-6 | 2012年4月13日  | ISBN 978-957-10-4835-2 | 2013年11月5日  | ISBN 978-7-5356-6612-3 |
| 7    | 2011年4月30日  | ISBN 978-4-8401-3894-9 | 2012年6月16日  | ISBN 978-957-10-4887-1 |                |                        |
| 8    | 2011年6月24日  | ISBN 978-4-8401-3940-3 | 2012年7月7日   | ISBN 978-957-10-4937-3 |                |                        |
| 9    | 2011年9月22日  | ISBN 978-4-8401-4240-3 | 2012年10月5日  | ISBN 978-957-10-5020-1 |                |                        |
| 10   | 2012年1月25日  | ISBN 978-4-8401-4367-7 | 2012年12月7日  | ISBN 978-957-10-5075-1 |                |                        |
| 11   | 2012年4月25日  | ISBN 978-4-8401-4547-3 | 2013年2月21日  | ISBN 978-957-10-5114-7 |                |                        |
| 12   | 2012年7月25日  | ISBN 978-4-8401-4639-5 | 2013年8月19日  | ISBN 978-957-10-5290-8 |                |                        |

### 漫畫
- 《迷茫管家與膽怯的我》作畫：／原作：朝野始／人物原案：菊池政治

| 卷數 | Media Factory  | Media Factory          | 尖端出版       | 尖端出版             |
| 卷數 | 發售日期       | ISBN                   | 發售日期       | EAN                  |
| ---- | -------------- | ---------------------- | -------------- | -------------------- |
| 1    | 2010年10月23日 | ISBN 978-4-8401-3387-6 | 2011年6月4日   | EAN 471-7702-24123-0 |
| 2    | 2011年6月23日  | ISBN 978-4-8401-4003-4 | 2012年2月1日   | EAN 471-7702-24544-3 |
| 3    | 2011年9月22日  | ISBN 978-4-8401-4037-9 | 2012年8月9日   | EAN 471-7702-24982-3 |
| 4    | 2012年7月23日  | ISBN 978-4-8401-4495-7 | 2013年2月20日  | EAN 471-7702-25335-6 |
| 5    | 2012年11月22日 | ISBN 978-4-8401-4750-7 | 2013年7月23日  | EAN 471-7702-25572-5 |
| 6    | 2013年5月23日  | ISBN 978-4-8401-5057-6 | 2013年12月5日  | EAN 471-7702-25775-0 |
| 7    | 2014年1月23日  | ISBN 978-4-04-066243-5 | 2014年11月14日 | EAN 471-7702-26297-6 |

- 《迷茫女僕！》作畫：／原作：朝野始／人物原案：菊池政治

| 卷數 | 角川書店      | 角川書店               | 台灣角川       | 台灣角川               |
| 卷數 | 發售日期      | ISBN                   | 發售日期       | ISBN                   |
| ---- | ------------- | ---------------------- | -------------- | ---------------------- |
| 1    | 2011年6月25日 | ISBN 978-4-04-715727-9 | 2012年12月22日 | ISBN 978-986-325-119-4 |
| 2    | 2012年1月23日 | ISBN 978-4-04-120084-1 | 2013年4月17日  | ISBN 978-986-325-321-1 |

## 電視動畫
2010年10月23日宣佈動畫化，2011年7月7日在TBS、BS-TBS開始播放。

### 製作
- 原作 - 朝野始（Media Factory、MF文庫J）
- 角色原案 - 菊池政治
- 監督 - 川口敬一郎
- 系列構成 - 吉田玲子
- 角色設定・總作畫監督 - 川村幸祐
- 音樂 - 橋本由香利
- 音樂製作 - STARCHILD
- 音響監督 - 飯田里樹
- 動畫製作 - Feel.

### 主題曲
片頭曲「Be Starters！」
作詞：大森祥子 / 作曲：山口朗彦 / 編曲：山口朗彦、河合英嗣
歌：喜多村英梨
片尾曲「君にご奉仕」
作詞：うらん / 作曲：山口朗彦 / 編曲：菊谷知樹
歌：近衛昴（CV：井口裕香）、涼月奏（CV：喜多村英梨）、宇佐美政宗（CV：伊瀨茉莉也）
插曲「Flower」（第9話）
作詞・作曲・編曲：橋本由香利
歌：M.Tommy
插曲「HAPPY HAPPY BIRTHDAY」（第10話）
作詞：池端隆史
作曲・編曲：宮崎誠
歌：近衛昴（CV：井口裕香）、涼月奏（CV：喜多村英梨）、宇佐美政宗（CV：伊瀨茉莉也）、鳴海奈香流（CV：阿澄佳奈）

### 各話列表
| 話數   | 標題               | 劇本       | 分鏡       | 演出       | 作畫監督                                     |
| ------ | ------------------ | ---------- | ---------- | ---------- | -------------------------------------------- |
| 第1話  | 地球末日           | 吉田玲子   | 川口敬一郎 | 川口敬一郎 | 枡田邦彰 杉山了藏                            |
| 第2話  | 變得超喜歡的！     | 吉田玲子   | 高橋丈夫   | 橋口洋介   | 佐野英敏                                     |
| 第3話  | 當然，是在床上     | 山田由香   | 後藤圭二   | 藤井貴文   | 立田真一 藤井結                              |
| 第4話  | 別一直盯著我看…    | 大知慶一郎 | 佐山聖子   | 徐惠真     | 小松原聖 山崎克之                            |
| 第5話  | 請和我交往         | 山田由香   | 佐山聖子   | 菜香有希   | 吉田伊久雄 佐藤元昭 枡田邦彰 金井裕子 鈴木豪 |
| 第6話  | 戰爭開始了         | 大知慶一郎 | 佐山聖子   | 小林公二   | 廣尾佳奈子 山本篤史                          |
| 第7話  | 私奔吧             | 大知慶一郎 | 及川啟     | 藤井貴文   | 川島尚                                       |
| 第8話  | 第一次是什麼       | 山田由香   | 渡邊哲哉   | 尚美谷榮樹 | 立田真一 藤井結                              |
| 第9話  | 暫時出遊           | 吉田玲子   | 川崎逸朗   | 橋口洋介   | 西尾公伯 岩岡優子                            |
| 第10話 | 我開動了           | 山田由香   | 池端隆史   | 池端隆史   | 立田眞一 鈴木豪 佐藤元昭 早川加壽子          |
| 第11話 | 扭！               | 吉田玲子   | 川崎逸朗   | 小松信     | 大河原晴男 尾崎綾子                          |
| 第12話 | 迷茫管家與膽怯的我 | 吉田玲子   | 川口敬一郎 | 藤井貴文   | 立田真一 藤井結 川島尚 金井裕子 鈴木豪       |
| 第13話 | 請揉吧！           | 吉田玲子   | 及川啟     | 藤井貴文   | 川島尚 氏家嘉宏 吉田雄一                     |

### 播放電視台
日本深夜動畫：下文記載的日本国内播放時間使用日本標準時間（UTC+9）表示。因為部分時間标识會採用30小时制，因此請留意这类超过24:00的时间，其實際播放時間為翌日清晨。
| 播放地區   | 播放電視台   | 播放日期                 | 播放時間（UTC+9）          | 備註       |
| ---------- | ------------ | ------------------------ | -------------------------- | ---------- |
| 關東廣域圏 | TBS電視台    | 2011年7月7日 - 9月29日   | 星期四 25時55分 - 26時25分 | 製作電視台 |
| 近畿廣域圏 | 每日放送     | 2011年7月18日 - 10月10日 | 星期一 26時20分 - 26時50分 |            |
| 中京廣域圏 | 中部日本放送 | 2011年7月21日 - 10月13日 | 星期四 26時30分 - 27時00分 |            |
| 日本全域   | BS-TBS       | 2011年7月30日 - 10月22日 | 星期六 25時30分 - 26時00分 |            |

## CD

### 主题曲
動畫『迷茫管家與膽怯的我』的主題曲，於2011年8月10日發售。CD外殼的封面為近衛昴、涼月奏、宇佐美政宗。
收錄歌曲
（全作詞：うらん）
1. 君にご奉仕 [3:53]
作曲：山口朗彦、編曲：菊谷知樹
2. Wonderful Days [3:47]
作曲・編曲：西岡和哉
3. 君にご奉仕 （Off Vocal Ver.）
4. Wonderful Days （Off Vocal Ver.）

### OST
動畫『迷茫管家與膽怯的我』的原聲CD，於2011年8月24日發售。CD收錄有劇中所使用的背景音樂和電視尺寸版的主題曲。由橋本由香利作曲。
收錄歌曲
 全56首
全作曲：橋本由香利。
|    | 曲目                    | 時間  | 作曲 | 作詞 |
| -- | ----------------------- | ----- | ---- | ---- |
| 01 | Be Starters!（TV Size） | 1：29 |      |      |
| 02 |                         | 0：06 |      |      |
| 03 |                         | 0：10 |      |      |
| 04 |                         | 1：29 |      |      |
| 05 |                         | 2：09 |      |      |
| 06 |                         | 1：50 |      |      |
| 07 |                         | 1：50 |      |      |
| 08 |                         | 1：34 |      |      |
| 09 |                         | 1：30 |      |      |
| 10 |                         | 1：47 |      |      |
| 11 |                         | 2：24 |      |      |
| 12 |                         | 1：43 |      |      |
| 13 |                         | 1：57 |      |      |
| 14 |                         | 1：12 |      |      |
| 15 |                         | 1：18 |      |      |
| 16 |                         | 2：23 |      |      |
| 17 |                         | 2：20 |      |      |
| 18 |                         | 1：59 |      |      |
| 19 |                         | 1：40 |      |      |
| 20 |                         | 1：17 |      |      |
| 21 |                         | 1：39 |      |      |
| 22 |                         | 1：16 |      |      |
| 23 |                         | 1：40 |      |      |
| 24 |                         | 1：56 |      |      |
| 25 |                         | 1：53 |      |      |
| 26 |                         | 2：26 |      |      |
| 27 |                         | 1：35 |      |      |
| 28 |                         | 1：33 |      |      |
| 29 |                         | 1：41 |      |      |
| 30 |                         | 2：04 |      |      |
| 31 |                         | 1：14 |      |      |
| 32 |                         | 2：03 |      |      |
| 33 |                         | 1：50 |      |      |
| 34 |                         | 2：08 |      |      |
| 35 | Happiness               | 1：58 |      |      |
| 36 |                         | 0：05 |      |      |
| 37 |                         | 0：05 |      |      |
| 38 | Flower                  | 1：37 |      |      |
| 39 |                         | 1：31 |      |      |

## 外部連結
- 官方網站 （页面存档备份，存于）（日語）
- 迷茫管家與膽怯的我 官方網站首頁 | TBS電視台 （页面存档备份，存于）（日語）
- StarChild:迷茫管家與膽怯的我 （页面存档备份，存于）（日語）